# 5202 Charleseliot
Az 5202 Charleseliot (ideiglenes jelöléssel (5202) 1983 XX) a Naprendszer kisbolygóövében található aszteroida. Mrkos, A. fedezte fel 1983. december 5-én.